# محمد المشايخي
محمد المشايخي (من مواليد 7 آذار 1991)من عمان، هو لاعب رياضي بارالمبي، من مواليد عمان شارك في ألعاب القوى متخصص في أحداث الرمي. في دورة الألعاب البارالمبية الصيفية 2020 يمثل بلاده، حيث فاز المشايخي بالميدالية البرونزية في مسابقة دفع الجلة فئة F32. ويعتبر المشايخي أول عماني يفوز بميدالية في الألعاب البارالمبية. كما انهُ فاز سابقاً بالميدالية الفضية في بطولة العالم لألعاب القوى لذوي الاحتياجات الخاصة 2017 في نفس الفئة.